# HMS C4
Pour les articles homonymes, voir C4.
Le HMS C4 est l’un des 38 sous-marins britanniques de classe C, construit pour la Royal Navy au cours de la première décennie du XXe siècle. Le bateau a survécu à la Première Guerre mondiale et a été vendu à la ferraille en 1922.

## Conception
La classe C ne se distinguait de la classe B que par un gain de performances en immersion. Le sous-marin avait une longueur de 43,4 m, un maître-bau de 4,1 m et un tirant d'eau moyen de 3,5 m. Leur déplacement était de 292 tonnes en surface et 321 tonnes en immersion. Les sous-marins de classe C avaient un équipage de deux officiers et quatorze matelots.
Pour la navigation en surface, ces navires étaient propulsés par un unique moteur à essence Vickers à 16 cylindres de 600 chevaux-vapeur (447 kW) qui entraînait un arbre d'hélice. En immersion, l’hélice était entraînée par un moteur électrique de 300 chevaux (224 kW). Ces navires pouvaient atteindre 12 nœuds (22 km/h) en surface et 7 nœuds (13 km/h) sous l’eau. En surface, la classe C avait un rayon d'action de 910 milles marins (1690 km) à 12 nœuds (22 km/h).
Les navires étaient armés de deux tubes lance-torpilles de 18 pouces (457 mm) à l’avant. Ils pouvaient transporter une paire de torpilles de rechargement, mais en général, ils ne le faisaient pas, car en compensation ils devaient abandonner un poids égal de carburant.

## Engagements
Le HMS C4 a été construit par Vickers à leur chantier naval de Barrow-in-Furness. Sa quille fut posée le 25 novembre 1905 et il fut mis en service le 13 mars 1907. Il fut le seul sous-marin de classe C à ne pas avoir été mis au rebut à la fin de la Première Guerre mondiale. Il a été utilisé pour des essais et vendu le 28 février 1922.